# 矮柱兰
矮柱兰（学名：Thelasis pygmaea），又名閉花八粉蘭，为兰科矮柱兰属下的一个植物种。